# Casimiro López Llorente
Casimiro López Llorente (Burgo de Osma-Ciudad de Osma, 10 novembre 1950) è un vescovo cattolico spagnolo, dal 25 aprile 2006 vescovo di Segorbe-Castellón de la Plana.

## Biografia
Casimiro López Llorente è nato a Burgo de Osma-Ciudad de Osma il 10 novembre 1950.

### Formazione e ministero sacerdotale
Ha compiuto gli studi classici e di filosofia al seminario diocesano di Osma-Soria. Nel 1973 ha conseguito la laurea in teologia presso la Pontificia Università di Salamanca.
Il 6 aprile 1975 è stato ordinato presbitero per la diocesi di Osma-Soria nella cattedrale diocesana. Ha trascorso i primi anni del suo ministero sacerdotale in Germania. Ha studiato all'Istituto di diritto canonico dell'Università Ludwig Maximilian di Monaco dove ha conseguito la laurea nel 1979 e poi il dottorato. Dal 1975 al 1986 è stato cappellano in alcune comunità di religiose e responsabile della pastorale degli emigranti spagnoli in Germania. Inoltre, dal 1977 al 1985 è stato assistente scientifico presso l'Istituto di diritto canonico.
Tornato in diocesi è stato professore di teologia dogmatica, teologia morale e diritto canonico presso il seminario diocesano; promotore di giustizia e difensore del vincolo dal 1986 al 1993; amministratore parrocchiale di Berzosa e responsabile di Valdealbín e Valdegrulla dal 1986 al 2000; canonico teologo del capitolo della cattedrale dell'Assunta dal 1987 al 2000; rettore del seminario diocesano dal 1988 al 1993; vicario generale dal 1993 al 1995; amministratore diocesano dal 1995 al 1996; di nuovo vicario generale dal 1996 al 2000 e vicario giudiziale, delegato episcopale per l'ecumenismo, responsabile dei musei e del patrimonio artistico della cattedrale dal 1998 al 2000.

### Ministero episcopale
Il 2 febbraio 2001 papa Giovanni Paolo II lo ha nominato vescovo di Zamora. Ha ricevuto l'ordinazione episcopale il 25 marzo successivo dall'arcivescovo Manuel Monteiro de Castro, nunzio apostolico in Spagna e Andorra, co-consacranti il cardinale Antonio María Rouco Varela, arcivescovo metropolita di Madrid, e l'arcivescovo metropolita di Valladolid José Delicado Baeza.
Il 25 aprile 2006 papa Benedetto XVI lo ha nominato vescovo di Segorbe-Castellón de la Plana. Ha preso possesso della diocesi il 23 giugno successivo.
Nel febbraio del 2014 ha compiuto la visita ad limina.
In seno alla Conferenza episcopale è presidente della commissione per gli affari legali dal marzo del 2020. In precedenza è stato membro della commissione per l'apostolato secolare dal 2001 al 2005, membro della commissione per gli affari legali dal 2002, membro della commissione per l'insegnamento e la catechesi dal 2005 al 2008 e presidente della stessa dal 2008 al 2014.

## Genealogia episcopale
La genealogia episcopale è:
- Cardinale Scipione Rebiba
- Cardinale Giulio Antonio Santori
- Cardinale Girolamo Bernerio, O.P.
- Arcivescovo Galeazzo Sanvitale
- Cardinale Ludovico Ludovisi
- Cardinale Luigi Caetani
- Cardinale Ulderico Carpegna
- Cardinale Paluzzo Paluzzi Altieri degli Albertoni
- Papa Benedetto XIII
- Papa Benedetto XIV
- Papa Clemente XIII
- Cardinale Marcantonio Colonna
- Cardinale Giacinto Sigismondo Gerdil, B.
- Cardinale Giulio Maria della Somaglia
- Cardinale Carlo Odescalchi, S.I.
- Cardinale Costantino Patrizi Naro
- Cardinale Lucido Maria Parocchi
- Papa Pio X
- Papa Benedetto XV
- Papa Pio XII
- Cardinale Eugène Tisserant
- Papa Paolo VI
- Cardinale Agostino Casaroli
- Cardinale Manuel Monteiro de Castro
- Vescovo Casimiro López Llorente